# Manfred Gurlitt
Pour les articles homonymes, voir Gurlitt.
Manfred Gurlitt (né le 6 septembre 1890 à Berlin – mort le 29 avril 1973 à Tokyo) est un compositeur et chef d'orchestre allemand. Le compositeur Cornelius Gurlitt était son grand-oncle.

## Biographie
Après ses études au lycée à Berlin, il a appris la théorie de la musique avec Hans Hermann et Hugo Kaun, le piano avec Moritz Meyer-Mahr et Rudolf Maria Breithaupt, la composition avec Engelbert Humperdinck et la direction d’orchestre avec Karl Muck, qui l'a appelé comme assistant au Festival de Bayreuth. En 1908-1910, il a acquis sa première expérience en tant que répétiteur au Staatsoper Unter den Linden. En 1911, il a été directeur musical du théâtre à Essen, en 1912/13 chef d'orchestre à Augsbourg et de 1914 à 1927 chef principal au Théâtre municipal de Brême. Il a fondé en 1920 la «Gesellschaft für Neue Musik» (Société de musique contemporaine) et il en a été le dirigeant. En 1924, il est nommé directeur musical de Brême. En 1926 son opéra Wozzeck est créé. Au début de 1927, il s'installe à Berlin, où il travaille à partir de 1928 en tant que chef invité à l'Opéra national et à la radiodiffusion. Il fait de nombreux enregistrements pour la Deutsche Grammophon et pour Odéon.
Le 1er mai 1933, Gurlitt devient membre du parti nazi. En raison de son ascendance juive présumée, son appartenance est déclarée nulle et non avenue le 3 mai 1937. En 1938, il est chef invité du Wiener Staatsoper. En 1939, fuyant le régime du Troisième Reich, il s’installe au Japon où il travaille comme chef d'orchestre à l'opéra et à la radio. Il enseigne également à l'Académie impériale de musique. Mais les nazis ne cessent de le harceler et, en 1942, le gouvernement japonais lui retire ses responsabilités jusqu'à la fin de la guerre. Pour un journal de langue anglaise, il tient une chronique de critique musicale. En 1953, il fonde la Gurlitt Opera Company dans le but de faire connaître le répertoire européen au public japonais. Ses efforts déployés après la guerre pour revenir s'établir en Allemagne ont échoué. En 1969, il est nommé professeur à l'Université Showa de Musique de Tokyo. Il meurt trois ans plus tard.

## Œuvres

### Musique pour la scène
- Die Insel. Musique pour le drame de Herbert Eulenberg (1918)
- Die Heilige. Légende musicale en 3 tableaux d'après Carl Hauptmann (créé le 21 janvier 1920 Brême)
- Wozzeck. Tragédie musicale en 18 scènes, 1 épilogue op 16 d'après Georg Büchner (créé le 21 avril 1926 Brême)
- Soldaten. Opéra en 3 actes d'après Jakob Michael Reinhold Lenz (créé le 9 novembre 1930 Düsseldorf - metteur en scène Walter Bruno Iltz (de), chef: Jascha Horenstein)
- Nana. Opéra en 4 actes (1931/32) d'après Émile Zola / Max Brod (créé le 16 avril 1958 Dortmund (interdit avant la première prévue en 1933 à Mannheim)
- Seguidilla Bolero (Nächtlicher Spuk). Opéra en 3 actes (1934–1936) d'après Paul Knudsen
- Warum (Feliza). Opéra en 1 prélude, 4 actes, postlude (1934–1936/1942–1945), livret du compositeur
- Nordische Ballade. Opéra en 4 actes (1934/44) d'après Selma Lagerlöf / Manfred Gurlitt (créé le 4 mai 2003 Trier)
- Wir schreiten aus. Märchen-Drama (1945/1958, inachevé), livret du compositeur

### Musique pour orchestre
- Sinfonische Musik pour grand orchestre (1922)
- Concerto de chambre pour piano nº 1 en fa majeur (1927)
- Concerto de chambre pour violon nº 2 en la majeur (1929)
- Concerto pour violoncelle en fa majeur (1937)
- Goya-Sinfonie (1938)
- Nobutoki-Variationen
- 3 Reden aus der Französischen Revolution (pour baryton et orchestre)
- Vier dramatische Gesänge (pour soprano et orchestre)
- Shakespeare-Sinfonie pour 5 voix et orchestre (1954)

### Musique de chambre
- Quintette avec piano (1912)
- Sonate de piano (1913)
- Liedvertonungen mit Kammerorchester (1923 und 1925)

## Enregistrements
- Wozzeck,  Roland Hermann, Celina Lindsley, Anton Scharinger, Robert Wörle, Endrik Wottrich, Deutsches Symphonie-Orchester Berlin, Gerd Albrecht, Capriccio 1993.

- Wozzeck,  Roland Hermann, Mari Midorikawa, Akiya Fukushima, Mitsuya Okubo, Saturo Omachi, Nikikai Chorus Group, Yomiuri Nippon Symphony Orchestra, Gerd Albrecht, Tokyo 7. 11. 2000, Yomiuri Nippon Symphony Orchestra 2000.

- Soldaten, Michael Burt, Michelle Breedt, Claudia Barainsky, Katherina Müller, Thomas Mohr, Thomas Harper, Urban Malmberg, Celina Lindsley, Robert Wörle, Rundfunkchor Berlin, Deutsches SO Berlin, Gerd Albrecht, Orfeo 1998.

- Nana, Peter Schöne, Ilia Papandreou, Dario Süß, Julia Neumann, Opernchor Erfurt, Philharmonisches Orchester Erfurt, Enrico Calesso, Crystal 2010.

- Goya-Symphonie, Christiane Oelze, Rundfunk-Sinfonieorchester Berlin, Antony Beaumont, Crystal 2007.

## Source
- (en)/(de) Cet article est partiellement ou en totalité issu des articles intitulés en anglais « Manfred Gurlitt » (voir la liste des auteurs) et en allemand « Manfred Gurlitt » (voir la liste des auteurs).